# Horná Krupá
Horná Krupá (in ungherese Felsőkorompa) è un comune della Slovacchia facente parte del distretto di Trnava, nella regione omonima.